# Törisevänkangas
Törisevänkangas är en kulle i Finland. Den ligger i Vederlax och landskapet Kymmenedalen, i den södra delen av landet, 160 km öster om huvudstaden Helsingfors. Toppen på Törisevänkangas är 42 meter över havet.
Terrängen runt Törisevänkangas är platt. Havet är nära Törisevänkangas åt sydost.